# Staatliches Amt für religiöse Angelegenheiten (China)
Das Staatliche chinesische Amt für religiöse Angelegenheiten (chinesisch 國家宗教事務局 / 国家宗教事务局, Pinyin Guójiā zōngjiào shìwùjú, englisch State Administration for Religious Affairs, SARA – „Staatliches Amt für religiöse Angelegenheiten“; kurz 宗教局,  Zōngjiàojú) ist ein bis 2018 dem Staatsrat der Volksrepublik China unterstelltes Amt für religiöse Angelegenheiten, seit 2018 ist es der Zentralabteilung Vereinigte Arbeitsfront des Zentralkomitees der Kommunistischen Partei Chinas unterstellt. Sein Direktor ist seit 2009 Wang Zuo'an (王作安), der seit 2018 zugleich stellvertretender Direktor der Zentralabteilung für Einheitsfrontarbeit ist.

## Geschichte und Aufgaben
Als eigene Dienststelle, dem Staatsrat unterstellt, ging sie 1954 aus einer ministeriellen Abteilung, die seit 1951 bestanden hatte, hervor. Ca. 1965–79 war man inaktiv. 
Gegliedert ist die Hauptverwaltung in zwei Bereiche, zum einen zuständig für Politik gegenüber den Religionen, zum anderen Managementaufgaben wie der Ernennung von Mitgliedern für den Volkskongress oder Äbten wichtiger Tempel. Es bestehen Ableger (engl. „Religious Affairs Bureau“) auf Provinzebene und darunter. Diese – ihre Mitarbeiter werden vor Ort ausgewählt – sind u. a. zuständig für die Registrierung von Religionsgemeinschaften, Genehmigung der Ernennung von Vorständen und Regulierung von Großveranstaltungen. Verbreitet ist hier eine Dreiteilung der Aufgaben. Erstens: Buddhismus und Volksreligion, zweitens: Islam, evangelisches und katholisches Christentum, drittens: Minderheitenfragen.
Die Schnittstellen zwischen Staat, also dieser Behörde und religiösen Gemeinschaften sind entsprechende Gesellschaften, so die Chinesische Katholisch-Patriotische Vereinigung, Chinesische Daoistische Gesellschaft, Chinesische Islamische Vereinigung und die Buddhistische Vereinigung.